# Anshei Glen Wild Synagogue

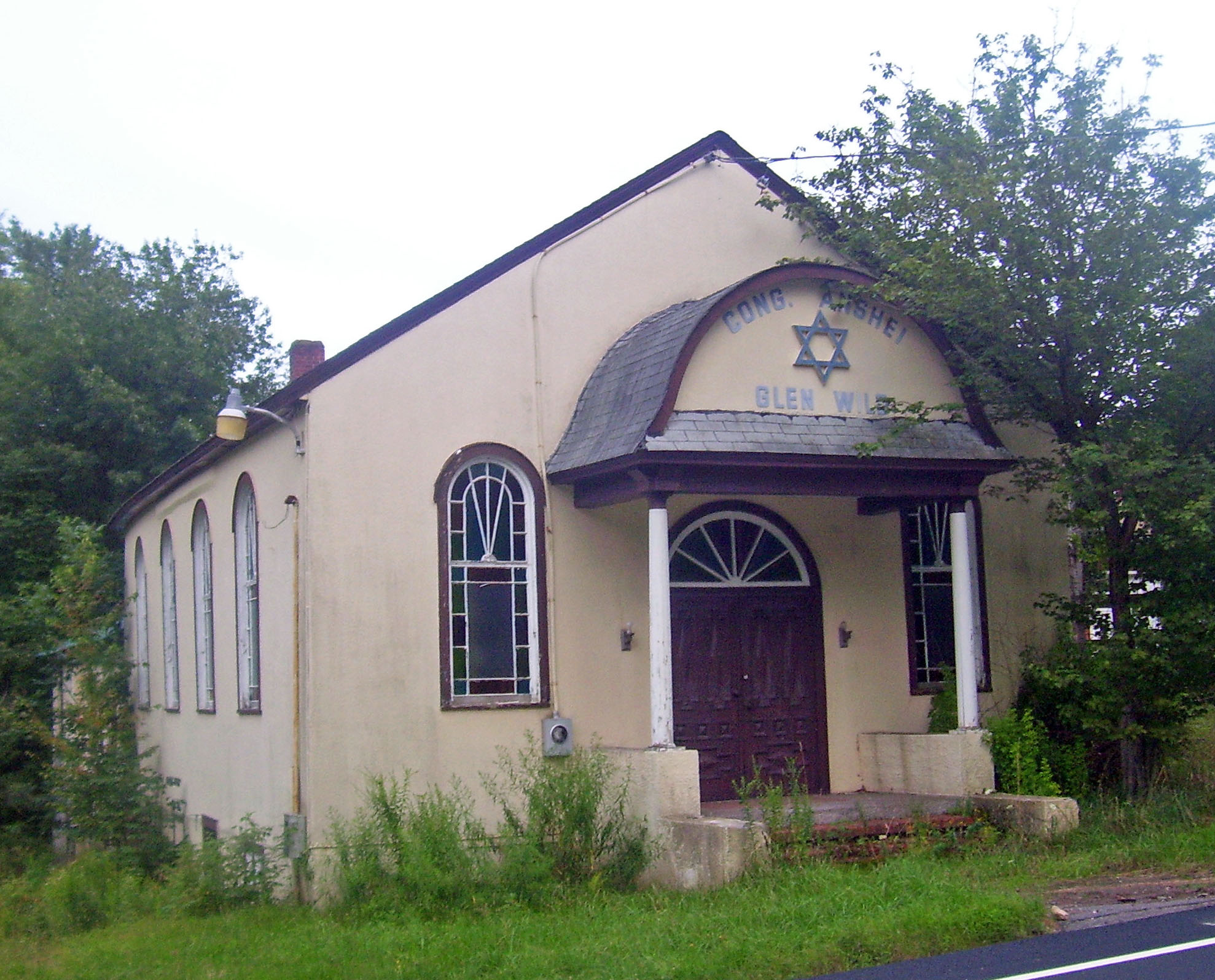
Westliche und nördlich Fassade (2008)

Die Anshei Glen Wild Synagogue ist eine Synagoge an der Glen Wild Road (Route 58) im Sullivan County in der nicht statuierten Siedlung Glen Wild in New York, Vereinigte Staaten. Es ist eine kleine orthodoxe Synagoge, die zu Beginn der 1920er Jahre für eine Gemeinde erbaut wurde, die sich im Jahrzehnt zuvor gebildet hatte.
Sie wurde von einer ortsansässigen Familie begründet und hatte nie einen eigenen Rabbiner. Die Synagoge ist nahezu unverändert aus der Zeit ihrer Errichtung erhalten und wurde 1999 dem National Register of Historic Places hinzugefügt.

## Gebäude
Die Synagoge ist ein einstöckiges Bauwerk mit drei auf vier Jochen und steht auf einem Betonfundament. Die Seiten sind verputzt, das Satteldach ist mit Teerpappe verschindelt. Ein Seitflügel mit vier Jochen ragt von der rückwärtigen Front hervor. An der westlichen, vorderen Fassade befindet sich eine Veranda mit einem glockenförmigen Dach, das von zwei runden Säulen aus Holz gestützt wird, die aus einem Betonsockel emporstreben. Der Ziergiebel der Veranda ist mit dem Namen der Synagoge sowie einem Davidstern versehen. Die Fenster an den beiden Seitenfassaden und der Rückwand haben große runde Bögen mit farbigem und blickdichtem Glas.
Über den ornamentierten Türen aus Holz sitzen farbige Türoberlicht. Sie öffnen sich in ein kleines Vestibül. Der Rest des Hauptflügels wird durch das Heiligtum eingenommen, einem quadratischen Raum mit Tonnengewölbe. Ein Kronleuchter hängt von der Kreuzung zweier eiserner Zuganker an der Basis des Gewölbes herab. Der Grundriss des Heiligtums folgt der orthodoxen Tradition: der zentral angeordnete Bima ist an drei Seiten von Bänken umgeben, die alle auf den Toraschrein an der Rückwand ausgerichtet sind. Zwei oder drei dieser Bänke stehen abseits und dienen den Frauen.
Gedrechselte Holzpfosten an dem sorgfältig gearbeiteten Bogen unterstützen einen Ziergiebel, den zwei geschnitzte und vergoldete Löwen Judas eine Schriftrolle mit den Zehn Geboten und einer Krone darüber schmücken. Sowohl Bima als auch die Plattform unter dem Bogen sind aus Holzdielen gefertigt.

## Geschichte
Wie in den anderen Gebieten des Sullivan Countys kamen Juden zunächst gegen Ende des 19. Jahrhunderts zu Ferienaufenthalten und später dauerhaft in die Region. Unter den frühen jüdischen Bewohnern in Glen Wild und der Umgebung waren Simon Jaffe und seine Familie, die wie ihre Glaubensgenossen von litauischen Juden abstammten. Er war ein Schächter und am Aufbau der kleinen jüdischen Gemeinde beteiligt, die 1913 aus 13 Mitgliedern bestand.
Die Gläubigen trafen sich mehr als ein Jahrzehnt lang in seinem Haus, bevor der Bau einer Synagoge erwogen wurde. Die Gemeinde erwarb ein kleines Grundstück und legte 1921 den Grundstein. Der Bau wurde von dem ortsansässigen Bauunternehmen von Jim Couch und seinen Söhnen ausgeführt. Das Gebäude wurde 1923 fertiggestellt und nimmt Bezug auf einige charakteristische Merkmale christlicher Kirchen im Sullivan County, etwa das Dach, die Ausführung der Fenster und die Verputzung erinnern jedoch an andere Synagogen, die dieser Zeit in dem Gebiet entstanden, wie etwa die Hebrew Congregation of Mountaindale Synagogue und die South Fallsburg Hebrew Association Synagogue.
Louis Rosenblatt, ein Mitglied der Gemeinde, stellte 1955 Geld für den Bau des rückwärtigen Flügels zur Verfügung, der einzigen Veränderung des Gebäudes seit 1923.
Da die jüdische Gemeinde in Glen Wild klein war, hatte sie keinen eigenen Rabbi. Simon Jaffe, der von Beruf Schullehrer war, hielt den Gottesdienst und lehrte die Kinder der Gemeindemitglieder die hebräische Sprache. Seine Familie unterhält die Synagoge noch heute, Gottesdienste finden allerdings unregelmäßig statt. Die etwa zwei Dutzend Mitglieder der Gemeinde unterhalten auch den nahegelegenen jüdischen Friedhof.